# 沃尔姆斯议会

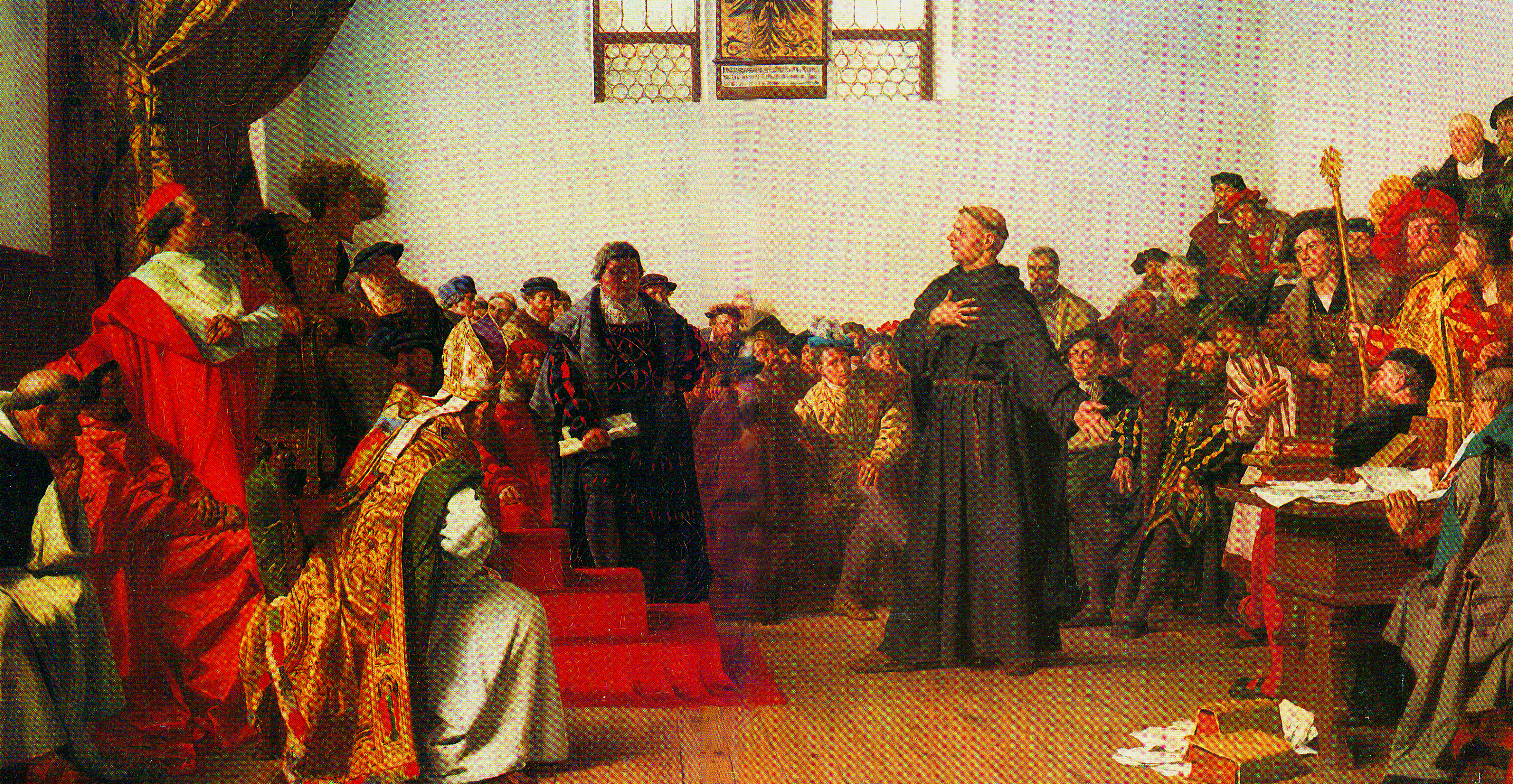
由安东·馮·维尔纳所繪，出席沃姆斯議會的馬丁·路德

沃尔姆斯议会是神聖羅馬帝國在萊茵河上的帝国自由市沃爾姆斯（今属德國）舉行的帝國議會。議會於1521年1月28日至5月25日在海尔索夫花园舉行，由皇帝查理五世召集。雖然在会议中有很多議題，但最重大的是召見馬丁·路德及對宗教改革的影響。
沃尔姆斯议会前一年（即1520年），教皇利奧十世發出了一道名為《主起來吧》（Exsurge Domine）的教宗诏书 ，并称其概述了馬丁·路德《九十五條論綱》及其他著作中的四十一个错误。馬丁·路德被皇帝召見，以放弃或重申他的观点，而马丁·路德拒绝放弃他的观点，并为其辩护。
沃尔姆斯议会结束后，皇帝颁布了《沃尔姆斯诏书》（Wormser Edikt）。该法令谴责路德是“臭名昭著的异端”，并禁止帝国公民传播他的思想。虽然宗教改革通常被认为于1517年开始，但《沃尔姆斯诏书》标志着西方教会第一次公开的分裂。

## 路德的抗辯
腓特烈三世承诺若馬丁·路德出席會議，其安全會受到保護。因揚·胡斯曾於1415年出席康斯坦茨大公会议後被處決，這個保證顯得更為重要。
查理五世於1521年1月28日展開沃木斯議會，馬丁·路德被傳召來放棄或重申其立場。當馬丁·路德於4月16日來到議會時，约翰·埃克是皇帝的代表。馬丁·路德祈禱了一段長時間，咨詢了朋友及調解人的意見後，在翌日出席會議。馬丁·路德認為其著作可以分為三類：
- 一般被承認的著作：他認為這些著作甚至其敵人亦應承認及接受，故不會收回。這些著作亦對宗教改革產生影響。
- 攻擊基督教世界的弊病及謊言：他相信這些著作不能安全地收回，以避免這些弊病繼續，故拒絕。
- 個別的人身攻擊：他就其尖銳凡言詞而道歉，但不會收回當中的教導。若能證實他的教導是違反《聖經》，他會斷然收回。

當埃克指責馬丁·路德沒有權反駁傳統的正統性，他回應指只會接受《聖經》的權威，而不接受教皇及議會的權威，因為兩者之間存在矛盾。據傳，馬丁·路德曾說：
一些學者指最後幾個字是較現代的用法，故質疑馬丁·路德有否說過這番話。事實上，整個句子出現在菲利普·梅蘭希通的記錄上，他是馬丁·路德的得力助手；但是，只有最後的幾個字被科克拉烏斯（Johannes Cochlaeus）第一手記錄起來。
会议为使路德悔改作出了各种努力，但最终因路德拒绝否定教皇诏书中所引用的41个句子中的一句，而未能达成一致。
4月26日，馬丁·路德在有關決定完成之前，就匆匆離開及逃亡；議會最後決定馬丁·路德違法，禁制他的著作，並下令逮捕他。5月8日，皇帝颁布了《沃尔姆斯诏书》。

## 后续
尽管皇帝保证了路德的安全，但众人私下里都认为路德很快就会被逮捕、惩处。为了保护他，萨克森選侯腓特烈三世在路德回家的路上将其藏匿在瓦特堡城堡里。在瓦特堡城堡期间，路德开始了他对《圣经》的德语翻译。
路德在沃尔姆斯会议上所作的强有力的信仰见证，在勃兰登堡·安斯巴赫侯爵格奧爾格·腓特烈一世的心中留下了不可磨灭的印象。乔治侯爵他比任何其他德意志诸侯或霍亨索伦家族的任何其他成员更早地将目光转向了新的信仰。此外，路德还与乔治侯爵进行了通信，讨论信仰问题。在1526年的斯佩尔议会上，该诏书被暂时中止，但在1529年又被恢复。
最终，由于路德在德意志人民中的支持度，以及某些德意志诸侯的保护，《沃尔姆斯诏书》从未在德国执行。但低地国家是在皇帝查理五世和他指定的摄政者、萨伏伊公爵夫人奥地利的玛格丽特（查理的姑姑）的直接统治之下。因此，在低地国家（包括现代的比利时、卢森堡和荷兰），政府根据诏书，起初对路德最积极的支持者做出惩罚。1521年12月，安特卫普奥古斯丁修道院院长雅各布·普罗斯特（Jacob Proost）是第一个根据《沃尔姆斯诏书》的条款，被逮捕和起诉的、支持路德的神职人员。1522年2月，普罗斯特被迫公开忏悔，否定了路德的教义。同年，安特卫普的奥古斯丁修道院中又发生了逮捕事件。两名修士，扬·范·埃森和亨德里克·沃斯拒绝忏悔，在1523年7月1日，于布鲁塞尔被烧死在火刑柱上。
1522年和1524年的纽伦堡会议试图对路德执行《沃尔姆斯诏书》的判决，但没有成功。

## 外部連結
- 乌尔姆的Edict翻译版本──英文 来源: Hans. J. Hillerbrand ed., 作者改写（意译）, 伦敦 1964年.
- 马丁·路德传记──乌尔姆 （页面存档备份，存于）
- 1521年4月18日路德在法庭的辩护发言 （页面存档备份，存于） beim 古登堡计划
- An den christlichen Adel deutscher Nation - Von des christlichen Standes Besserung （页面存档备份，存于）